# 白象 (建筑物)
白象（波蘭語：Biały Słoń，意為白象），是一個廢棄的前波蘭天文和氣象觀測站，位於烏克蘭喀爾巴阡山偏遠地區的皮普伊万峰頂。最接近的民居是伊万諾-弗蘭科夫斯克州Verkhovyna區的Zelena村莊。該天文台舊址已被列為古蹟。在建立該天文台時，該地區是波蘭第二共和國一部分。始建於1937年，並在1938年夏天完成，在當時是波蘭內地處最高而有人居住的建築。